# Metopius dolenus
Metopius dolenus är en stekelart som beskrevs av Ian D. Gauld och Sithole 2002. Metopius dolenus ingår i släktet Metopius och familjen brokparasitsteklar. Inga underarter finns listade i Catalogue of Life.